# Waschhaus (Loray)

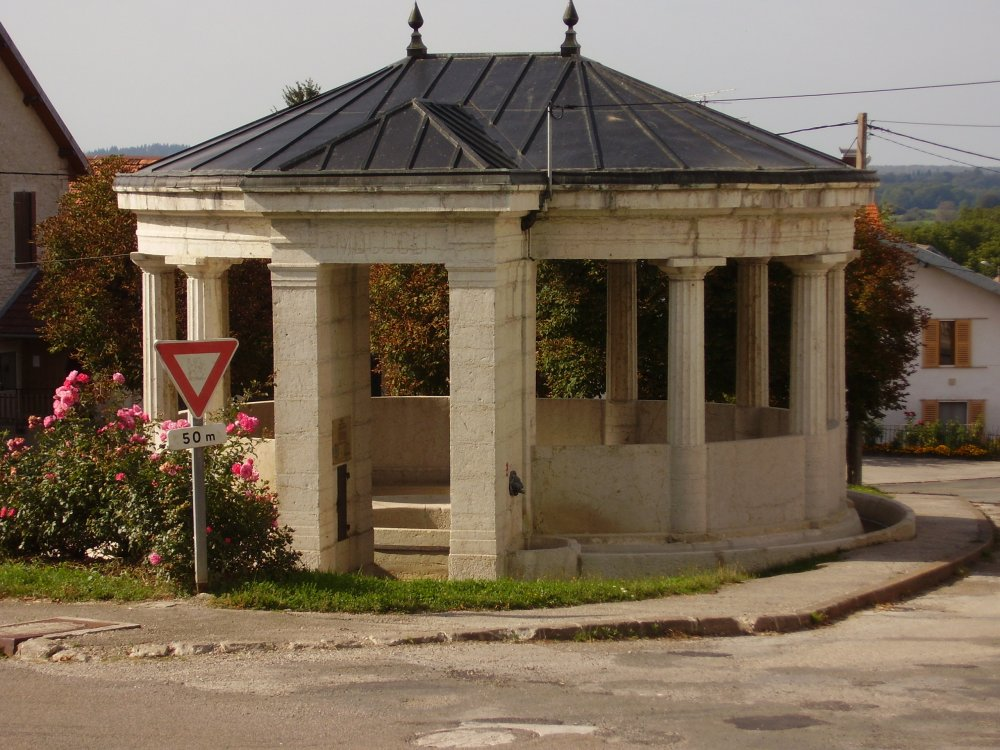
Waschhaus in Loray

Das Waschhaus (französisch lavoir) in Loray, einer französischen Gemeinde im Département Doubs in der Region Bourgogne-Franche-Comté, wurde 1851 errichtet. Das öffentliche Waschhaus im Zentrum des Ortes steht seit 1979 als Monument historique auf der Liste der Baudenkmäler in Frankreich.
Das runde Waschhaus mit Säulen wurde nach Plänen des Architekten Alphonse Delacroix erbaut. Das Gebäude im Stil des Spätklassizismus wird von einem Zinkdach bedeckt.